# Pfalzweyer
Pfalzweyer is een gemeente in het Franse departement Bas-Rhin in de regio Grand Est en maakt deel uit van het arrondissement Saverne. De gemeente telde 324 inwoners op 1 januari 2022.

## Geschiedenis
Pfalzweyer maakte deel uit van het kanton La Petite-Pierre tot het op 22 maart 2015 werd opgeheven en de gemeenten werden opgenomen in het op die dag gevormde kanton Ingwiller.

## Geografie
De oppervlakte van Pfalzweyer bedraagt 2,23 vierkante kilometer; Op 1 januari 2022 was de bevolkingsdichtheid 145,3 inwoners per km².
De onderstaande kaart toont de ligging van Pfalzweyer met de belangrijkste infrastructuur en aangrenzende gemeenten.

## Demografie
Onderstaande figuur toont het verloop van het inwonertal.
Adamswiller · Altwiller · Asswiller · Baerendorf · Berg · Bettwiller · Bischholtz · Bissert · Burbach · Bust · Butten · Dehlingen · Diedendorf · Diemeringen · Domfessel · Dossenheim-sur-Zinsel · Drulingen · Durstel · Erckartswiller · Eschbourg · Eschwiller · Eywiller · Frohmuhl · Gœrlingen · Gungwiller · Harskirchen · Herbitzheim · Hinsbourg · Hinsingen · Hirschland · Ingwiller · Keskastel · Kirrberg · Lichtenberg · Lohr · Lorentzen · Mackwiller · Menchhoffen · Mulhausen · Neuwiller-lès-Saverne · Niedersoultzbach · Oermingen · Ottwiller · Petersbach · La Petite-Pierre · Pfalzweyer · Puberg · Ratzwiller · Rauwiller · Reipertswiller · Rexingen · Rimsdorf · Rosteig · Sarre-Union · Sarrewerden · Schillersdorf · Schopperten · Schœnbourg · Siewiller · Siltzheim · Sparsbach · Struth · Thal-Drulingen · Tieffenbach · Volksberg · Vœllerdingen · Waldhambach · Weinbourg · Weislingen · Weiterswiller · Weyer · Wimmenau · Wingen-sur-Moder · Wolfskirchen · Zittersheim